# Histadrut ha-ovdim ha-le'umit
Histadrut ha-ovdim ha-le'umit (hebrejsky: הסתדרות העובדים הלאומיתהאהל, doslova Národní federace pracujících) je odborový svaz v Izraeli. 

## Historie
Byl založen v roce 1934 revizionistickým hnutím jako protiváha centristicky a levicově orientované odborové centrály Histadrut. K vzniku odborového svazu došlo v době zostřené rivality mezi revizionisty a levicí v tehdejší mandátní Palestině a v celém sionistickém hnutí, která se zostřila na 17. sionistickém kongresu.
K roku 1964 měl 70 000 členů. Fungovala při něm mládežnická dělnická organizace No'ar oved le'umi a stavební podnik Sela. Spadalo pod něj 15 zemědělských vesnic zřízených organizací Miškej Cherut Betar. Histadrut ha-ovdim ha-le'umit provozoval také sociální služby a kulturní organizace. Kromě toho při něm fungovala druhá největší zdravotní pojišťovna v Izraeli Kupat cholim le'umit, s 180 000 klienty a 97 zdravotnickými zařízeními. V současnosti rovněž Histadrut ha-ovdim ha-le'umit provozuje síť mateřských školek Emili.
Mezi principy této odborové organizace je zajišťovat zprostředkování mezi zaměstnanci a zaměstnavateli, obhajoba práv pracujících a jejich nároku na spravedlivé pracovní podmínky, včetně poskytování dovolených a pracovního volna o svátcích a během šabatu. V současnosti je předsedou odborové organizace Jo'av Simchi. Generálním manažerem je Ja'ir Šalem. V roce 2004 došlo k podepsání dohody s odborovou centrálou Histadrut, čímž se otevřela cesta k větší spolupráci těchto dosud rivalizujících odborů.